# Santi Moar
Santiago "Santi" Moar (Órdenes, Galicia, España; 5 de septiembre de 1993) es un futbolista español. Juega de delantero y actualmente se encuentra sin equipo tras finalizar contrato con el C. D. Badajoz.

## Trayectoria

### Inicios
Moar jugó al soccer universitario para los Pfeiffer Falcons de la Universidad de Pfeiffer entre 2014 y 2016. Jugó un total de 45 encuentros y anotó 24 goles.
Durante su etapa como universitario, jugó en 2016 para los Charlotte Eagles de la USL PDL.

### Bethlehem Steel FC
El 17 de enero de 2017 fue seleccionado por el Philadelphia Union en el puesto 82 del SuperDraft de la MLS 2017. Firmó contrato con el club filial del Union, el Bethlehem Steel FC de la USL.
Moar fue liberado del club el 19 de noviembre de 2018.

### New Mexico United
El 12 de diciembre de 2018 fichó por el New Mexico United de la USL Championship para su temporada inaugural como nuevo equipo de expansión.

### Phoenix Rising FC
El 3 de diciembre de 2019, Moar fichó por el Phoenix Rising de la USL.

### New Mexico United
El 19 de diciembre de 2022, regresa al New Mexico United de la USL Championship de Estados Unidos donde jugaría hasta diciembre de 2023.

### CD Badajoz
Tras quedar libre volvería a España y después de unos meses sin equipo, el 25 de marzo de 2024 firmaría por el C. D. Badajoz de la Segunda Federación donde jugaría hasta final de temporada.

## Estadísticas
Actualizado al último partido disputado el 7 de abril de 2024.
| Bethlehem Steel Estados Unidos      |               |               |     |    |    |   |   |    |     |    |
| 2.ª                                 | 2017          | 30            | 6   | -  | -  | - | - | 30 | 6   |    |
| 2.ª                                 | 2018          | 35            | 6   | -  | -  | - | - | 35 | 6   |    |
| Total club                          | Total club    | 65            | 12  | 0  | 0  | 0 | 0 | 65 | 12  |    |
| New Mexico United Estados Unidos    |               |               |     |    |    |   |   |    |     |    |
| 2.ª                                 | 2019          | 33            | 11  | 5  | 1  | - | - | 38 | 12  |    |
| Phoenix Rising Estados Unidos       |               |               |     |    |    |   |   |    |     |    |
| 2.ª                                 | 2020          | 16            | 2   | -  | -  | - | - | 16 | 2   |    |
| 2.ª                                 | 2021          | 29            | 16  | -  | -  | - | - | 29 | 16  |    |
| 2.ª                                 | 2022          | 31            | 2   | 3  | 0  | - | - | 34 | 2   |    |
| Total club                          | Total club    | 76            | 20  | 3  | 0  | 0 | 0 | 79 | 20  |    |
| New Mexico United Estados Unidos    |               |               |     |    |    |   |   |    |     |    |
| 2.ª                                 | 2023          | 28            | 2   | 3  | 0  | - | - | 31 | 2   |    |
| Total club                          | Total club    | 61            | 13  | 8  | 1  | 0 | 0 | 69 | 14  |    |
| C. D. Badajoz · España              |               |               |     |    |    |   |   |    |     |    |
| 4.ª                                 | 2024          | 2             | 0   | -  | -  | - | - | 2  | 0   |    |
| Total club                          | Total club    | 2             | 0   | 0  | 0  | 0 | 0 | 2  | 0   |    |
| Total carrera                       | Total carrera | Total carrera | 204 | 45 | 11 | 1 | 0 | 0  | 215 | 46 |
| (1) Incluye datos de la US Open Cup |               |               |     |    |    |   |   |    |     |    |